# 三上夏輝
三上 夏輝（みかみ なつき、1985年11月11日 - ）は日本のタレント。かつてはアライブエンタテインメントに所属していた。京都府出身。
2012年11月10日をもってタレントを辞める事をブログで発表、同年12月10日のTV出演を最後に一旦タレント活動を終えたが。2013年8月から新たに松竹芸能所属のタレントとして活動することになった。また「道頓堀角座」で開催される落語会でお茶子として登場している。

## 出演

### VJ
- 道頓堀ラジカルビデオジョッキー

### テレビ
- 美女裁判〜恋愛裁判員制度〜（朝日放送）レギュラー
- ビーバップ!ハイヒール（朝日放送）
- ごきげん!ブランニュ（朝日放送）
- コヤブ未来プロジェクト（朝日放送）
- T-1グランプリ（朝日放送）
- せやねん!（毎日放送）
- 麒麟の部屋（毎日放送）
- メッセ弾（テレビ大阪）
- マヨブラ流（読売テレビ）
- なるトモ!/再現VTR（読売テレビ）
- 冒険チュートリアル（関西テレビ）
- あっぷ&UP!（関西テレビ）
- 芸人ゴットファーザー（関西テレビ）
- ゼッタイジャルっ!（関西テレビ）
- アイドルスナイパー（テレビ大阪）
- ザブァイバル〜女神たちの熱きバトル!〜（三重テレビ）

### ドラマ
- 水戸黄門 第39部（TBS）
- DORAMATIC-J 8月10日、僕らは花火をあげる（関西テレビ）

### 雑誌
- ジャンバリ
- 関西☆1週間
- 月刊ENTAME